# Dansaire de les Petites Antilles
El dansaire de les Petites Antilles (Saltator albicollis) és un ocell de la família dels tràupid (Thraupidae).

## Hàbitat i distribució
Habita el bosc obert, brossa, arbusts i terres de conreu de les illes de Guadalupe, Dominica, Martinica i Saint Lucia, a les Petites Antilles.